# ولادة إعجازية

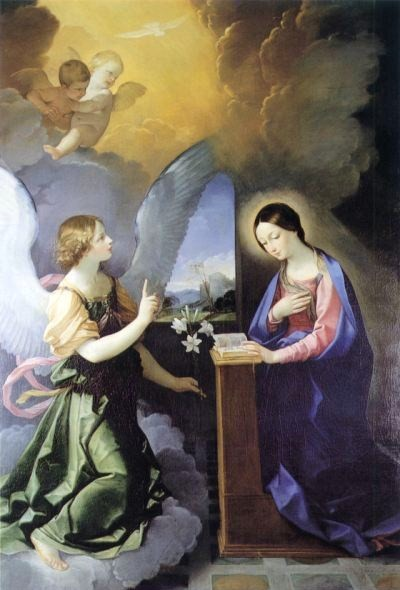

تتضمن قصص الولادة الإعجازية مفاهيم عن ظروف إعجازية وخصائص تحيط بالولادة، مثل تدخل إله أو عناصر خارقة للطبيعة أو أبراج فلكية أو مِحَن أو مكايد في بعض الأساطير.

## أساطير الشرق الأدنى
يفسر المفهوم الآشوري البابلي أصل العالم والخلق بأنه بدأ «بعلاقات بين الآلهة المذكرة والإلهات المؤنثة، نتج عنها آلهة وإلهات آخرون»، مثل إيا ودامكينا اللذين أعانهما أبسو على ولادة مردوخ. يصف نص إينوما إيليش الأكادي ولادة مردوخ كالآتي: «بعد أن سمع إيا كثيرًا عن خطة الآلهة القديمة لتدمير الآلهة الأخرى، مكرت بالإلهين أبسو ومومو فأماتتهما. ‹بعد انتصار إيا على أعدائه وحمايته للانتصار، استراح في غرفته في سلام عميق›. ثم احتل المكان الذي كان يستعمل لعبادة أبسو وقطن هناك مع زوجته دامكينا». وفي هذا النص أن مردوخ «أقوى الآلهة وأحكمها»، خُلق في قلب أبسو وأن الذي «وُلد له كان إيا، وهو أبوه، والتي ولدته كانت دامكينا، وهي أمه».
يقول نورمان لوكيير إن إيا هو الإله الأولي في بابل. وهو «إله عظيم، خالق البشر، فعال وفنان وعامل». وكان يؤلف مع آنو وبيل، ثالوثًا، وهذان الأخيران هما قطبا السماء وخط الاستواء. ظهر إيا أول مرة من البحر ليعلم البابليين فن الكتابة والعلوم والصناعات وبناء المدن ومسح الأراضي والنظر في النجوم وبذر كل أنواع الحبوب والنبات وحصادها. وكان يُعتقد أنه تجسد بعد ذلك مرارًا عديدة. من تجسداته الستة المعروفة: بيروسوس، وهو كاهن معبد بِل.
بالإضافة إلى ذلك، «لعبت الآلهة الخالقة -سواء المذكرة أم المؤنثة- دورًا في ولادة آلهة أخرى أو شخصيات عظيمة، كما كان في قصة السيدة عشيرة الأوغاريتية، ‹أم الآلهة› ومامي ‹رحم الأم، الذي خُلِقت منه البشرية›، والأب نانا، وهو الأب السالف للآلهة والبشر، وكذلك القصص الآشورية التي تقول إن توكولتي أوترا قد خلقه الآلهة في رحم أمه وأن ولادة سنحاريب كانت بعون الإله إيا، الذي وهب لأمه ‹رحمًا واسعًا›، وآشور الإله ‹الإله والأب السالف›، والأسطورة العربية الشمالية التي تتحدث عن إلهة أم كانت هي التي خلقت ذا الشرى».
في الأساطير الحيثية، انقلب كوماربي ابن الإله آنو على أبيه، وحاول أبوه أن يهرب، ولكن كوماربي عضّ ذكر أبيه وبلعه، ونفاه إلى العالم السفلي. وكانت نتيجة بلعه لذكر أبيه، أنه لُقح بتيشوب ابن آنو، وأولاد أربعة آخرين. انقلب تيشوب على أبيه كوماربي، وانتقم بذلك لأبيه الأول آنو من الانقلاب عليه وتشويه جسمه. أصبحت هذه القصة بعدئذ أساس القصة الإغريقية التي تروي إخصاء كرونس بن أورانس لأبيه، الذي أدى إلى مولد أفروديت، وهي قصة مروية في كتاب ثيوغوني لهيسيود.

## الأساطير المصرية القديمة

### الآلهة
يعود الاعتقاد بحمل إيزيس لحورس إلى بداية التاريخ المصري. يُفهَم حمل حورس وولادته في سياق عقيدة الميلاد البكري المصرية، وهي مرتبطة بالإلهة نيث السايسية. في مصر العليا، عُبدت نيت في سيني ومُثّلت برأس لبؤة ملونة بالأخضار، ومن ألقابها: «أب الآباء وأم الأمهات»، و«نيت منحيت، والسيدة العظيمة، وسيدة الجنوب، والبقرة العظيمة التي ولدت الشمس، والتي خلقت أصل الآلهة والناس، وأم رع، التي ربّت تيم في الزمن الأولي، والتي كانت حين لم يكن شيء، والتي خلقت كل شيءٍ وُجد بعدها».
تتطابق كثير من صفات إيزيس، أم الإله، وأم حورس، وصفات نيث، إلهة سايس، بصفات مريم أم المسيح، وإن القصص المسيحية المبكرة في الأناجيل الأبوكريفية، التي تروي شرود العذراء وابنها في مصر، تشبه القصص التي توجد في نصوص لوح ميتيرنيخ عن حياة إيزيس. هذا  وصور إيزيس ومنحوتاتها وهي تحمل طفلها حورس هي أصول التصويرات والرسومات المسيحية التي تصور السيدة مع ابنها. لا شك أن قصة ميلاد حورس فيها عناصر كثيرة لم توجد في الأناجيل الأبوكريفية. تشير النصوص المصرية إلى هيئات كثيرة لحورس. في أحدها هو «هيرو سا أست، سا أسار، أو حورس بن إيزيس وابن أوزيريس». ورد عن إيزيس في ترنيمة أوزيريس أنها وجدت جثة زوجها الميت وأعادته إلى الحياة باستعمال كلمات سحرية أعطاها إياها ثوث.  ثم حملت بحورس بعد أن اتصلت بأوزيريس. يمثل حورس الشمس الساطعة ومن هذا الجانب يمكن مقارنته بأبولو الإغريقي.
في البانثيون (مجمع الآلهة) المصري، خمسة عشر حورس غير حورس هذا، لذا يسمى أحيانًا حورس في قصة إيزيس وأوزيريس حارسيسيس، لتمييزه عن غيره. كان يصوّر بصقر أو برأس صقر. ثأر حورس في النهاية لأبيه واستعاد العرش،  وحكم بسلام، وكان حورس صاحب الأفق، أو هيرختي إله الشمس الذي يشرق كل يوم من الأفق الشرقي. لطالما طُوبق حورس بإله الشمس رع، حتى امتصه رع، وتشكل رع هيرختي.
انتسب كل ملوك مصر إلى خلف من سلالة رع، بالتزوج أو بالولادة، على الأقل منذ الملك أوسركاف، وهو أول ملك في السلالة الخامسة، وكان الكاهن الأعلى للإله رع في أون (هليوبوليس بالإغريقية). كان إنجاب الإله رع مع زوجته كاهنًا جزءًا مهمًّا من هذا التقليد. «اعتُقد بالرضيع أنه تجسيد للإله، ثم بالمراسم المناسبة قُدّم الطفل إلى رع أو آمين رع، في معبده، وهناك قبله الرب وأقرّ أنه ابنه». نُقش هذا التراث بعد ذلك على نحو منمَّط في نقوش المعبد.
تشير نصوص متعددة إلى صفات مختلفة لإيزيس. جمع بلوتارخ كل هذه القصص في القرن الأول بعد الميلاد. فمن ناحية أن إيزيس كانت تُصوَّر على أنها حامية مصر وشعب مصر، كانت تصور بأجنحة واسعة. وكانت تعلم النساء طحن الذرة، والغزل والنسج، وعلمت الناس كيف تُشفى الأمراض. هي التي أسست طقوس الزواج. عندما غادر قرينها أوزيريس مصر ليسافر حول العالم، حكمت هي البلد في غيابه. «الحرف الهيروغليفي الذي يدل على اسمها هو صورة عرش، واعتُقد أن حضنها هو عرش مصر. وبسبب شهرة إيزيس امتصت في النهاية صفات كل الآلهة الأخرى»، فهي الإلهة الأم العظيمة، والإلهة الطيرة، وإلهة العالم السفلي التي تحيي الموتى، وإلهة المياه الأولية، وانتشر اتباعها من مصر إلى الإغريق وإلى العالم الروماني، واستمر من قبل عام 3000 قبل الميلاد إلى أيام المسيحية.

## اليهودية

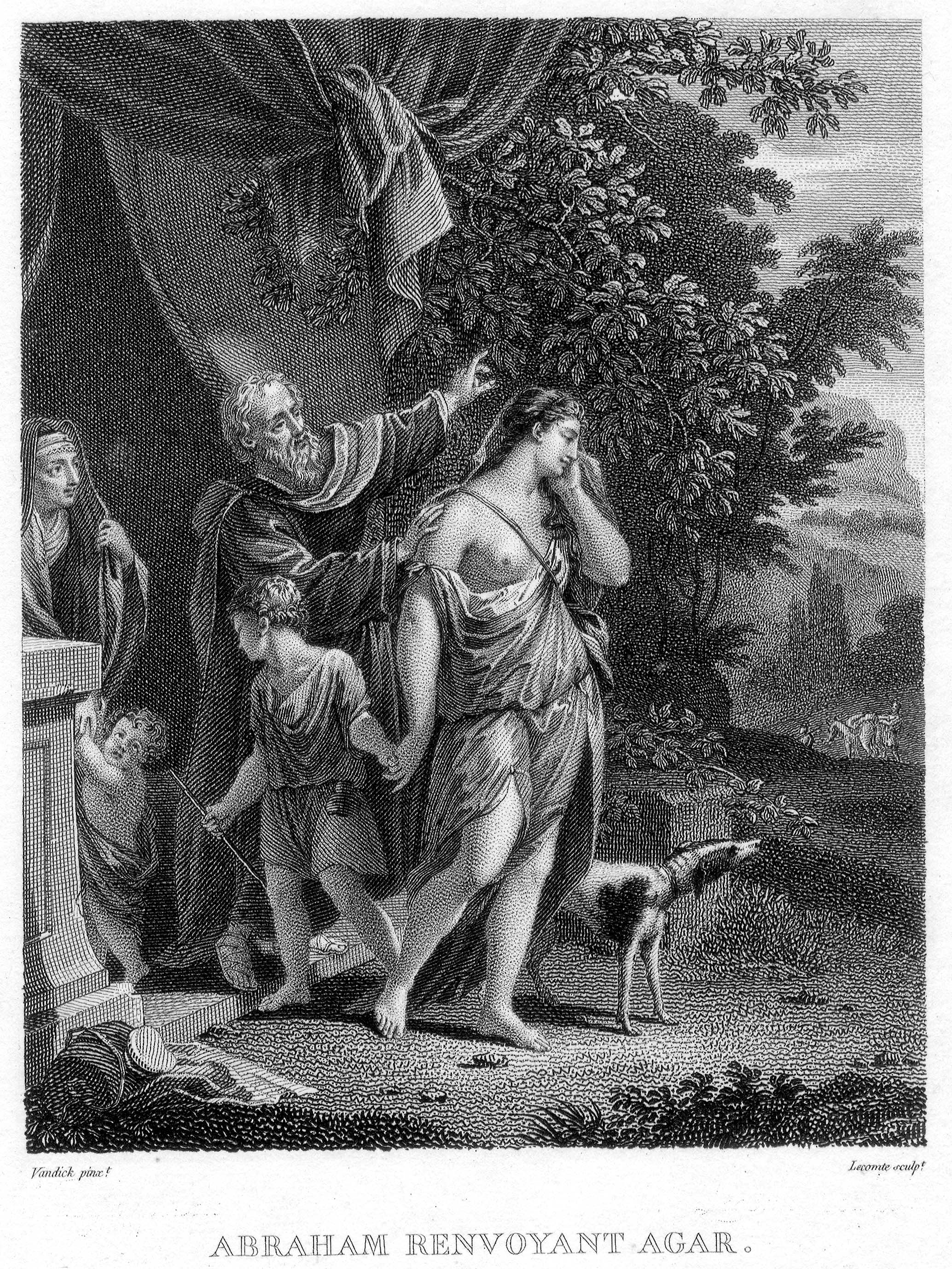
رسم إبراهيم وهاجر

في الكتاب المقدس العبري، ثم في التراث اليهودي، قصص عن مطريركات ولدنَ أبناءهن بتدخل من إله إسرائيل. على سبيل المثال، أُضيف مع توسع التراث الحاخامي إضافات إلى ولادة المطريركة سارة في قصص العهد القديم.

### إسحاق
أصبحت ساراي عقيمة بسبب تقدمها في العمر، ولكن معجزة إلهية حصلت لها، بعد أن تغير اسمها من ساراي إلى سارة. وعندما أعيد إليها شبابها وولدت إسحاق، لم يؤمن الناس بمعجزتها، وقالوا إن البطريرك وزوجته اتخذا لقيطًا وادعيا أنه ابنهما الحقيقي. هناك دعا إبراهيم كل الوجهاء إلى مأدبة في اليوم الذي فُطم فيه إسحاق. ودعت سارة النساء، اللائي جئن معهن بأولادهن، وفي هذه المناسبة أرضعت كل الأطفال، فاقتنع الجميع بالمعجزة.

## زرادشت
جاء اسم زرادشت من الكلمة الإغريقية واليونانية زورسترس. أما شكل اسمه القديم في الأفيستا فهو زاراثوسترا. كان وطن زرادشت على الأرجح ميديا في غرب إيران، (وربما كان أذربيجان)، ولكن نبوته كانت في شرق إيران، تحديدًا في منطقة باكتريا، في نحو عام 1200 قبل الميلاد. كان زرادشت في أول أمره كاهنًا مجوسيًّا، وفي الإصلاحات التي أجراها، صار ميثرا واحدًا من اليازاتات (العبّاد)، وهم الملائكة والآلهة الدنيا.
«قيل إن ميلاد زرادشت كان متنبّأً به منذ بدء العالم، وأنه في اللحظة التي وُلد فيها، ضحك ضحكًا كثيرًا واستمتع كل الكون بضحكه». بعد ميلاد زرادشت، حاولت الشياطين الشريرة أن تقتله، ولكن حماية أهورا مزدا أحاطت به فنجا من كل محاولاتهم التي جرت في حياته. يختلف التراث الزرادشتي عن التراث المسيحي لأن التدخل الإلهي لم يكن إلا لحماية بذرة زرادشت (في أسلافه). «يتحدث النص المقدس الزرادشتي الأساسي الأفيستا وكذلك النصوص البهلوية عن أن المجد الملكي سلّمه ملك إلى ملك، وقديس إلى قديس، كل هذا من أجل أن تستنير روح زرادشت». تلمح النصوص أيضًا بوضوح إلى العلاقة الحميمة بين أبيه وأمه، حين حاولت الأرواح الشريرة أن تمنع حمل أمه به. ولكن حسب قصة أحدث، فإن أم زرادشت دوغدوفا، كانت عذراء عندما حملت بزرادشت بوساطة وميض من نور.

## وصلات خارجية
- 6 Miracle Stories Beyond Jesus